# Келишка Нееса
Келишка Нееса (Calypogeia neesiana) — вид печіночників родини келишкових (Calypogeiaceae).

## Поширення
Батьківщиною є Європа, Макаронезія, Азія, Північна Америка.
Вид суворо уникає вапна, йому потрібен дуже кислий, здебільшого органічний субстрат. C. neesiana поселяється в частково сонячних або тінистих, вологих місцях на верхових болотах або болотистих лісах, на відкритому торф'яному ґрунті, на сирому гумусі чи на більш розкладеній, гнилій деревині.

## Характеристика

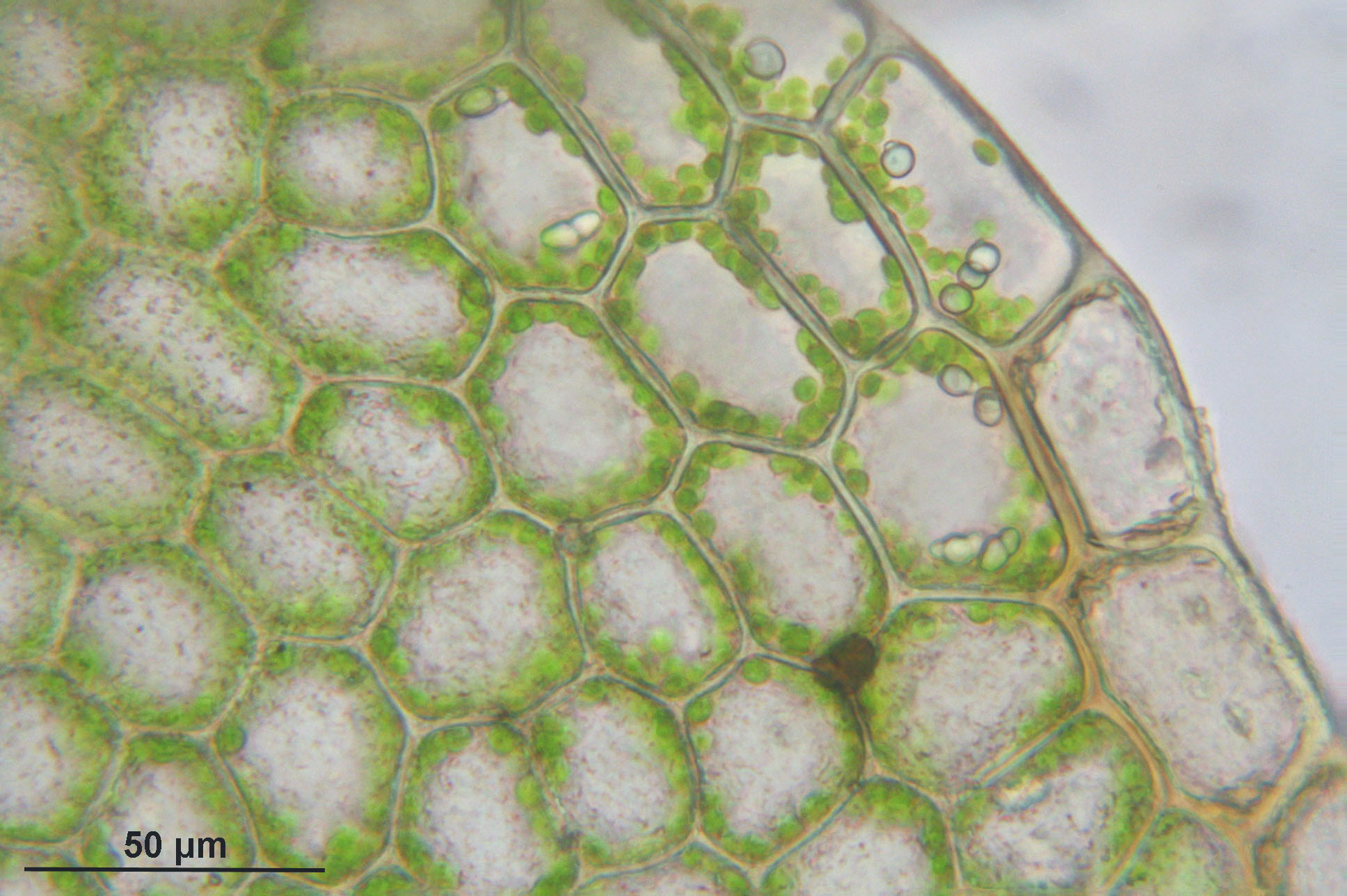
клітини бокових листків

Calypogeia neesiana утворює плоскі галявинки від оливково-зеленого до жовто-зеленого кольору. Яйцеподібні черепичні боковини листя заокруглені на кінчику або обрізані поперечно, іноді з неглибокими краями, спрямовані косо вгору до верхівки стебла. Краї листя вистелені одним-двома рядами більш-менш чітко витягнутих клітин. Клітини в центрі листка мають розмір приблизно 30–40 на 40–60 мікрометрів. Масляні тільця присутні лише в клітинах краю та основи листка, але не в центрі листка. Нижнє листя ширше за стебло, приблизно кругле та злегка обрізане. Зрідка утворюються живці. Мох однодомний.